# Om nåd och rätt jag tänker sjunga
Om nåd och rätt jag tänker sjunga är en psalm i åtta verser av Jesper Swedberg från 1694. Texten grundar sig på Psaltaren 101. Johan Olof Wallin bearbetade texten 1819 och lät publicera den med sju verser. 
Dess melodi är av svenskt ursprung, den antas vara komponerad av Gustaf von Düben, och är i 1695 års psalmbok en dubblett av nr. 288 Min själ, låt Gud i allt få råda. Den används också till psalm nr 322 Hwad är wår rådh och wåre tanckar. Melodin anses, trots att den förekommer tre gånger i 1695 års psalmbok, av Haeffner var så "usel" att han inte kan förklara "huru den der kunnat få något rum." (Haeffner,a.a.,del 2, s XI nr 239) 
Texten 1695 inleds med orden:
Om nådh och rätt jagh täncker siunga
O HErre Gudh, och lofwa tigh
Medh mine läppar och min tunga
Af alt mitt hierta innerlig

## Publicerad som
- Nr 85 i 1695 års psalmbok under rubriken "Konung Davids Psalmer". Finns på Wikisource.
- Nr 299 i 1819 års psalmbok under rubriken "Med avseende på särskilda personer, tider och omständigheter: Överhet, undersåtar, fädernesland". Med ny melodi
- Nr 488 i 1937 års psalmbok under rubriken "Fosterlandet" och med titeln Konungaspegel.